# Woodside (Australia Meridionale)
Woodside è un sobborgo di Adelaide, in Australia Meridionale; essa si trova 36 chilometri ad est del centro cittadino ed è la sede della Municipalità di Adelaide Hills. Al censimento del 2006 contava 1.826 abitanti.